# Hanns Cibulka
Hanns Cibulka (né le 20 septembre 1920 à Jägerndorf aujourd'hui Krnov - décédé le 20 juin 2004 à Gotha) est un écrivain et poète allemand.

## Biographie
Hanns Cibulka est le fils d'un maître-apprêteur.
Il travaille comme employé de commerce qualifié. En 1939, il est soldat et passe trois ans en captivité dans un camp de prisonniers  américain en Sicile.
Après la guerre, il se rend dans l'Est de l'Allemagne. Après avoir occupé un emploi à la Bibliothèque de Thuringe à Iéna, il suit un cursus de deux ans à l'école de bibliothécaire de Berlin (1949-1951).
De 1953 jusqu'à sa retraite, il assume la direction de la bibliothèque Heinrich-Heine à Gotha (Thuringe), en République démocratique allemande.

## Œuvres
- 1954 Märzlicht. Gedichte Halle/Leipzig: Mitteldeutscher Verl.
- 1959 Zwei Silben. Gedichte Weimar: Volksverl.
- 1960 Sizilianisches Tagebuch Halle/Leipzig: Mitteldeutscher Verl.
- 1962 Arioso. Gedichte Halle/Leipzig: Mitteldeutscher Verl.
- 1963 Umbrische Tage Halle/Leipzig: Mitteldeutscher Verl.
- 1968 Windrose. Gedichte Halle/Leipzig: Mitteldeutscher Verl.
- 1971 Sanddornzeit. Tagebuchblätter von Hiddensee Halle/Leipzig: Mitteldeutscher Verl.
- 1972 Dornburger Blätter. Briefe und Aufzeichnungen Halle/Leipzig: Mitteldeutscher Verl.
- 1973 Lichtschwalben. Gedichte Halle/Leipzig: Mitteldeutscher Verl.
- 1974 Liebeserklärung in K. Tagebuchaufzeichnungen Halle/Leipzig: Mitteldeutscher Verl.
- 1977 Lebensbaum. Gedichte Halle/Leipzig: Mitteldeutscher Verl.
- 1978 Das Buch Ruth. Aus den Aufzeichnungen des Archäologen Michael S. Halle/Leipzig: Mitteldeutscher Verl.
- 1980 Der Rebstock. Gedichte Halle/Leipzig: Mitteldeutscher Verl.
- 1982 Swantow. Die Aufzeichnungen des Andreas Flemming Halle/Leipzig: Mitteldeutscher Verl.
- 1982 Gedichte Berlin/DDR: Verl. Neues Leben (= Poesiealbum 181)
- 1984 Seit ein Gespräch wir sind / E noi siamo dialogo. Gedichte/Poesie Zweisprachige Ausgabe. Forli: Forum/Quinta Generazione.
- 1985 Seedorn. Tagebucherzählung Halle/Leipzig: Mitteldeutscher Verl.
- 1986 Losgesprochen. Gedichte aus 3 Jahrzehnten Leipzig: Reclam. (= Reclams Universal-Bibliothek 1100)  (ISBN 3-379-00209-7)
- 1988 Wegscheide. Tagebucherzählung Halle/Leipzig: Mitteldeutscher Verl.  (ISBN 3-354-00301-4)
- 1989 Nachtwache. Tagebuch aus dem Kriege Sizilien 1943 Halle/Leipzig: Mitteldeutscher Verl.  (ISBN 3-354-00508-4)
- 1991 Ostseetagebücher Leipzig: Reclam. (= Reclam-Bibliothek 1398)  (ISBN 3-379-00693-9)
- 1992 Dornburger Blätter Berlin: Aufbau-Taschenbuch-Verl.  (ISBN 3-7466-0150-9)
- 1993 Thüringer Tagebücher Leipzig: Reclam. (= Reclam-Bibliothek 1457)  (ISBN 3-379-01457-5)
- 1994 Am Brückenwehr. Zwischen Kindheit und Wende Leipzig: Reclam.  (ISBN 3-379-01490-7)
- 1996 Die Heimkehr der verratenen Söhne. Tagebucherzählung Leipzig: Reclam.  (ISBN 3-379-01553-9)
- 1998; ²2005 Tagebuch einer späten Liebe. Leipzig: Reclam  (ISBN 3-379-01615-2)
- 2000 Sonnenflecken über Pisa Leipzig: Reclam.  (ISBN 3-379-01700-0)
- 2004 Späte Jahre Leipzig: Reclam.  (ISBN 3-379-20083-2)
- 2005 Jedes Wort ein Flügelschlag. Hrsg. v. Günter Gerstmann. Dresden-Radebeul: NotSchriften-Verlag. -  (ISBN 3-933753-78-3)
- 2005 Die blaue Farbe des Windes (ausgewählte Lyrik u. Prosa). Kunstband mit farbigen Zeichnungen Gudrun Kraft-Methfessel (Hg.) - Jena: Glaux. (Vertrieb) -  (ISBN 3-931743-87-X)